# Instituto de Cristo Rey Sumo Sacerdote
Instituto Cristo Rey Sumo Sacerdote (latín: Institutum Christi Regis Summi Sacerdotis) es una Sociedad de vida apostólica clerical en forma de vida canonical de Derecho pontificio, fundado por los sacerdotes Gilles Wach y Philippe Mora en 1990 en Gabón. La casa general de la sociedad está actualmente en el seminario San Felipe Neri de Gricigliano (Florencia). Su lema es Veritatem facientes in caritate (Vivir la verdad en la caridad).

## Historia
Fue fundado por Don Gilles Wach y Don Philippe Mora en el año 1990 en Gabón. Se trata de un Instituto de vida canonical secular (de ahí su propio hábito de coro). 
El joven sacerdote francés, Gilles Wach, nunca tuvo la intención de iniciar una fundación en absoluto, pero durante la década de 1980, trabajando para el cardenal Silvio Oddi en Roma y con una asociación sacerdotal en Francia, se le acercaron más y más hombres jóvenes que querían una formación católica tradicional orientada al sacerdocio. Por último, se decidió a hacer un intento de reunirlos y seguir su formación de alguna manera. Varios cardenales romanos, sin embargo, lo instaron a decidir por la fundación de una comunidad religiosa, por lo que la idea del Instituto fue tomando forma en 1988.
En ese momento, la situación en Francia era demasiado tensa para darse cuenta de la idea del Instituto en el país de origen de Gilles Wach. El obispo Ciríaco Obamba de Mouila en Gabón invitó a la joven comunidad para ayudarlo en su diócesis con el trabajo misionero y le dio la erección canónica necesaria. Al mismo tiempo, nombró a Gilles Wach su vicario general, con la que adquirió oficialmente el título "monseñor" pero solo durante el tiempo en que se desempeñó como vicario general. Con la ayuda del cardenal alemán Mayer, OSB, miembro de la Curia Romana, monseñor Wach fue capaz de encontrar un lugar apropiado para el Seminario y la Casa Madre de su rápidamente creciente comunidad. La abadía benedictina de Fontgombault en Francia, fundó un monasterio en el estado de Oklahoma en los Estados Unidos. La casa central se halla en Gricigliano, en una villa de verano muy antigua de los Condes Martelli, cerca de Florencia, en la Toscana. Debido a las regulaciones de la finca de los últimos condes, tenían que encontrar un sucesor que podría hacerse cargo de la construcción y garantizar la celebración de la Misa Tridentina en ese lugar.

## Patronazgo
Dedicado a Cristo Rey Sumo Sacerdote, el instituto está bajo el patrocinio principal de la Inmaculada Concepción y honra como patronos secundarios a San Francisco de Sales, Santo Tomás de Aquino y San Benito.

## Liturgia

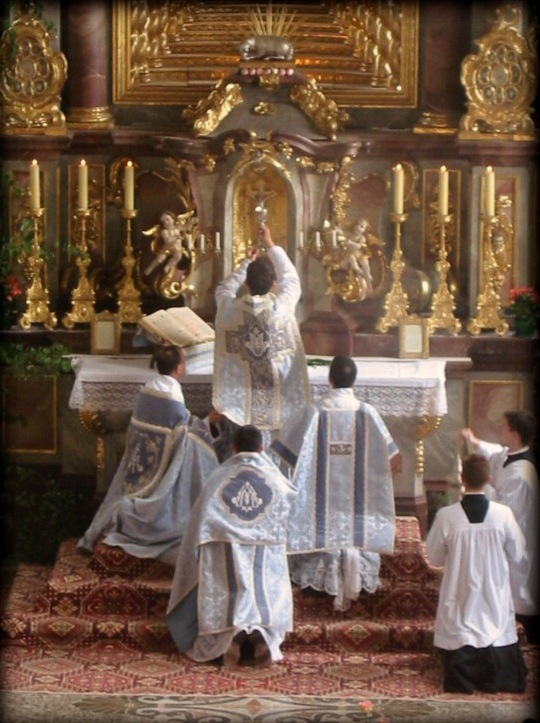
Celebración eucarística según la forma tridentina del rito latino, una de las características que identifican al Instituto de Cristo Rey.

Los libros litúrgicos (la oración y el ritual) utilizados en el Instituto son los tipificados por Juan XXIII en 1962, según las normas establecidas por el Papa Benedicto XVI en el motu proprio Summorum Pontificum, del 7 de julio de 2007, adaptadas últimamente a lo dispuesto por el Papa Francisco en el motu proprio Traditionis custodes, del 16 de julio de 2021, que no afecta mayormente el desempeño litúrgico ni la normativa de la sociedad.

## Organización
La casa general del Instituto y su seminario se encuentran actualmente en la Archidiócesis de Florencia (Italia). En el año 2011 se constató que el Instituto está presente en un total de 55 diócesis (de las cuales 21 eran francesas y 12 de los EE. UU.) Además, a 1 de enero de 2023, el Instituto cuenta con 275 miembros, de los cuales 141 son sacerdotes.
Sus principales apostolados se encuentran en Europa (Francia, Bélgica, Suiza, España, Italia, Austria, Alemania, Irlanda, Reino Unido, Suecia), de África (Gabón) y América (Estados Unidos).
Cuenta también con la ayuda de sacerdotes que aun no estando como tal afiliados al mismo, colaboran en su apostolado.
El instituto también tiene una rama femenina, fundada en enero de 2001, son las "Adoratrices del Corazón Real de Jesús Sumo Sacerdote", esta comunidad se instaló en 2004 en Italia, cerca del seminario del Instituto.
Desde 2006 existe una rama de laicos, es la "Sociedad del Sagrado Corazón", que tiene como objetivo la asistencia mutua entre los miembros de la Compañía para apoyar y difundir el espíritu y la obra del Instituto .